# Plain Clothes
Pour les articles homonymes, voir Plainclothes.
Pour plus de détails, voir Fiche technique et Distribution.
Plain Clothes est une comédie policière de 1988 réalisée par Martha Coolidge.

## Synopsis
Le jeune Matt Dunbar est accusé d’avoir tué un de ses professeurs. Son frère Nick, un policier spécialiste de l’infiltration, est convaincu de son innocence. Pour le trouver et trouver le vrai coupable, l’agent s’inscrit dans le lycée de son frère en se faisant passer pour un adolescent. Il redécouvre alors l’atmosphère si particulière du secondaire, le harcèlement, les humiliations et la drague…

## Distribution
- Arliss Howard : Nick Dunbar
- Suzy Amis : Robin Torrence
- George Wendt : Chet Butler
- Diane Ladd : Jane Melway
- Seymour Cassel : Ed Malmburg
- Larry Pine : Dave Hector
- Abe Vigoda : Mr. Wiseman
- Robert Stack : Mr. Gardner
- Alexandra Powers : Dawn-Marie Zeffer
- Peter Dobson : Kyle Kerns
- Harry Shearer : Simon Feck
- Loren Dean : Matt Dunbar
- Reginald VelJohnson : le capitaine Graff
- Max Perlich : Carter